# Universidad Estatal de Pensilvania
No se debe confundir esta universidad con la Universidad de Pensilvania (Penn), ubicada en Filadelfia
La Universidad Estatal de Pensilvania (Pennsylvania State University o más común Penn State en inglés) es una universidad pública localizada en Pensilvania, Estados Unidos. 
Tiene más de 80 000 estudiantes matriculados entre su campus principal, ubicado en State College, una ciudad pequeña en el centro del estado, y sus otras 19 sedes repartidas por todo el estado. Fue fundada en 1855 como una escuela de agricultura, pero ahora ofrece más de 160 programas de estudio diferentes. La universidad es conocida por sus programas de ingeniería (especialmente ingeniería industrial), negocios, geografía y meteorología. Según U. S. News, es una de las mejores 50 universidades en el país, y una de las mejores 15 universidad públicas en el país.

## Sedes
Los primeros dos años de estudios de cualquier programa de Grado pueden realizarse en cualquiera de las 19 sedes, además del campus principal de State College, pero solamente en cinco de ellas (Penn State Abington, Penn State Altoona, Penn State Berks, Penn State Erie y Penn State Harrisburg) se pueden completar los cuatro años de estudios.

### Lista de sedes
- Penn State Abington
- Penn State Altoona
- Penn State Beaver Monaca
- Penn State Berks
- Penn State Brandywine
- Penn State DuBois
- Penn State Erie, The Behrend College
- Penn State Fayette
- Penn State Greater Allegheny
- Penn State Harrisburg, The Capital College
- Penn State Hazleton
- Penn State Lehigh Valley
- Penn State Mont Alto
- Penn State New Kensington
- Penn State Schuylkill
- Penn State Shenango
- Penn State University Park
- Penn State Wilkes-Barre
- Penn State Worthington Scranton
- Penn State York

## Deportes
La mascota de Penn State es el León de Nittany. Los colores oficiales de la escuela eran originalmente el azul y rosa, pero los equipos de béisbol cambiaron al azul oscuro y blanco, por eso, la escuela cambio permanentemente al ya familiar azul y blanco. Penn State participa en la División NCAA I-A y en la Conferencia del Big Ten Conference para la mayoría de los deportes. Unos pocos deportes participan en diferentes conferencias: voleibol masculino en la Asociación de Voleibol Intercolegial del Este (EIVA), El Lacrosse varonil en la Conferencia colegial atlética del Este (ECAC) y el Lacrosse femenil en la Conferencia Americana de Lacrosse. El equipo de Esgrima integra la de los Independientes
Los equipos atléticos de Penn State han ganado 61 campeonatos nacionales colegiales (33 NCAA, 2 títulos con consenso en la División I de Fútbol Americano, 6 AIAW, 3 USWLA, 1 WIBC , 4 títulos nacionales en Boxeo, 11 in fútbol  y uno en lucha momentos antes del inicio de la NCAA como tal). Hay también otros 53 campeonatos colegiales, ya sea individuales o por equipos. Los más recientes campeonatos son los de 2007 por parte del equipo de rugby femenil, gimnasia varonil, esgrima varonil y femenil y voleibol femenil, todos ellos ganaron sus respectivos Campeonatos Nacionales. Desde su ingreso al Big Ten Conference en 1991, los equipos de Penn State han ganado 38 títulos de Conferencia y nueve torneos, incluyendo 10 títulos consecutivos en fútbol soccer femenino (empatando el récord de mayor racha de triunfos en línea para el Big Ten Conference) el 15 de diciembre de 2007, el equipo de voleibol femenil ganó su segundo campeonato nacional frente a Stanford.
Penn State tiene uno de los más reconocidos programas atléticos en el país, como evidencia el ranking de las mejores 25 universidades de la Copa del Director NACDA todos los años, desde que hace 13 años que inició la misma.
La Copa del Director es una lista compilada por la Asociación Nacional de Directores Colegiales de programas atléticos que identifican lo exitoso que son los diferentes programas deportivos. En la historia de la Copa del Director, Penn State ha finalizado en el Top 10 siete veces y en el Top 5 cuatro veces. En 1999, Sporting News nombró a Penn State como el mejor programa atlético en toda la nación, citando su consistencia de victorias en una amplia gama de deportes así como una larga tradición de excelencia en calificaciones en sus Deportistas-Estudiantes.
De hecho, Los estudiantes-atletas reciben honores académicos con más frecuencia que cualquier otra universidad de la división I-A. En 2006, la escuela tuvo a 78 estudiantes nombrados en el equipo All Big Ten Conference por su excelencia académica, la más alta cantidad en todas las escuelas de la conferencia del Big Ten Conference por séptima vez en nueve años.
A pesar del amplio éxito del programa atlético en general, la escuela es más conocida por su equipo de fútbol americano, quien tiene una gran cantidad de fanáticos. El estadio Beaver de Penn State es el segundo más grande de los Estados Unidos (107 282 personas sentadas) sólo detrás del de la Universidad de Míchigan. El equipo de fútbol americano es dirigido por el legendario entrenador Joe Paterno, quien a sus 81 años en su 42.ª temporada como entrenador en jefe (al año 2007). Él es el entrenador con mayor número de triunfos de todos los tiempos en la división I-A en toda su historia.
En el fútbol americano, es conocida como “Linebacker University” por los buenos defensores que juegan allí, en el NFL Draft de 2007 Paul Posluszni fue elegido por los Buffalo Bills en la segunda ronda y en el NFL Draft de 2008, Dan Connor fue una sensación y elegido entre los 10 primeros.
La universidad también ha abierto el nuevo Museo Penn State All-Sports en febrero de 2002. Este museo de dos niveles y 1000 m² está localizado dentro del Beaver Stadium.

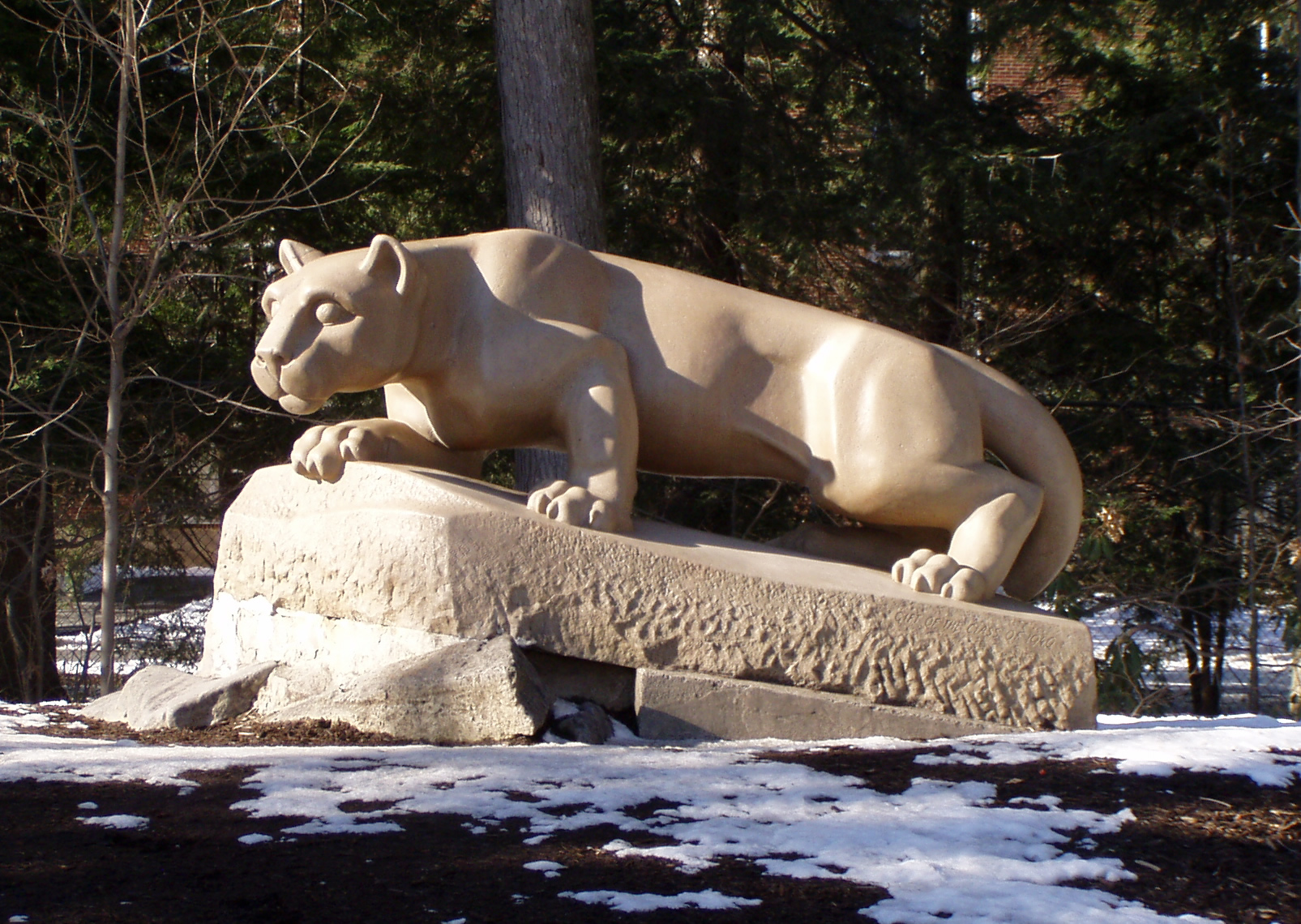
El símbolo de la universidad, el Nittany Lion
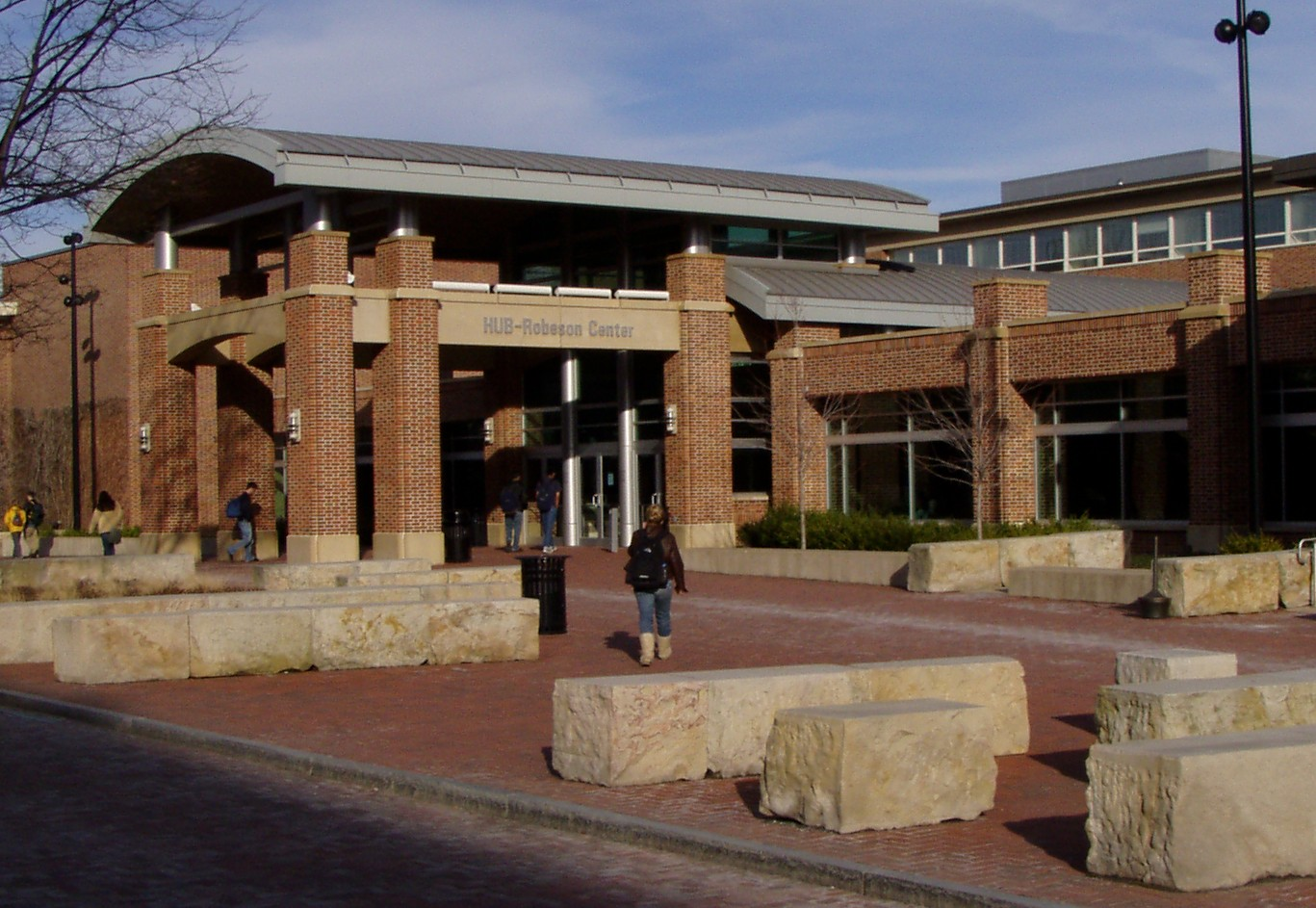
El edificio de estudiantes, el HUB
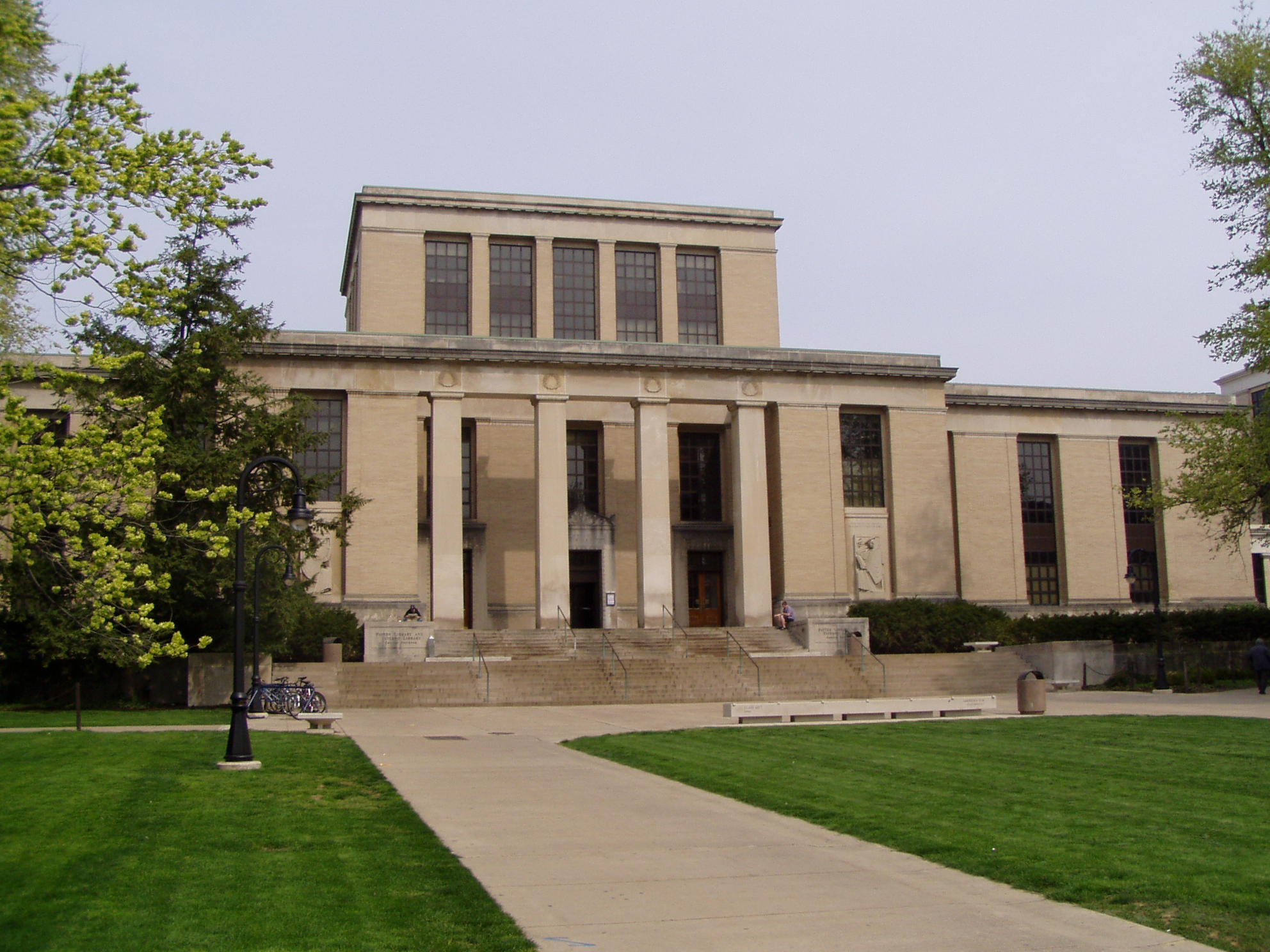
La biblioteca de Penn State